# Lázaro Zamora Jo
Lázaro Zamora Jo (Punta Alegre, 5 de agosto de 1959) es un escritor cubano,

## Biografía
Es residente en Cuba. Licenciado en Historia por la Universidad de La Habana. Ha trabajado como promotor literario, investigador y editor. Escribe narrativa y poesía. En 2004 obtuvo el Premio Alejo Carpentier de Cuento y en 2024 el Premio Alejo Carpentier de Novela.

## Obra
- 1996: Comidas para Orishas, Ediciones Extramuros - Instituto Veracruzano de Cultura, México.
- 2001: La Otra Orilla, poesía, Ediciones Extramuros, La Habana.
- 2004: Luna Poo y el Paraíso, cuento, Editorial Letras Cubanas. Galardonado con el Premio Alejo Carpentier, el más importante premio literario otorgado en Cuba a volúmenes inéditos de ensayo, cuento y novela de escritores cubanos vivos.
- 2015: Malasombra, cuento, Editorial José Martí, La Habana.
- 2016: Oficio impropio, novela, Editorial Guantanamera, Sevilla.
- 2024: Cielo raso, novela, Editorial Letras Cubanas, Premio Alejo Carpentier de novela.

Sus cuentos y poemas han sido recogidos en antologías y selecciones como Antología de la poesía cósmica cubana, Proemio cuatro, Nuevamente lunes, Nero e Avana,Contar es un placer, Espacio mínimo, Pedrito y otros cuentos, Cuba: l’arte di coniugare. También ha publicado textos de narrativa, poesía y crítica literaria en las revistas La gaceta de Cuba, UNIÓN, Videncia, Cubaliteraria, Palabra Nueva y Extramuros.

## Premios y distinciones
- Mención Concurso Luis R. Nogueras (poesía), 1999.
- Premio Juan F. Manzano (poesía), 2000.
- 1.ª mención Ernest Hemingway (cuento) 2002.
- Mención La Gaceta de Cuba (cuento) 2002.
- 1.ª mención La Gaceta de Cuba (cuento) 2003.
- Finalista del Premio Internacional Artífice, en España (poesía) 2003.
- Mención Concurso Iberoamericano Julio Cortázar (cuento) 2003.
- Premio Alejo Carpentier (libro de cuentos) 2004.
- Segundo Premio Concurso Internacional Casa de Teatro, República Dominicana (cuento) 2009.
- Premio Nacional de Narrativa Guillermo Vidal (libro de cuentos) 2020
- Premio Alejo Carpentier (novela) 2024